# St Alban’s Head
St Alban’s Head ist eine Landzunge. St Alban’s Head ist eine Verfälschung des richtigen Namens St Aldhelms Head. Die Landzunge ist ein Ausläufer des Portland-Steins und der darüberliegenden Purbeck Stone.
St Alban’s Head liegt zwei Kilometer direkt südlich von Worth Matravers, am Ärmelkanal, auf der Isle of Purbeck in der Grafschaft Dorset, an der Südküste von England. St Alban’s Head liegt etwa sieben Kilometer südwestlich von Swanage entfernt, und circa fünf Kilometer südlich von Corfe Castle (Ort) und Corfe Castle. Die Landzunge ist der südlichste Punkt der Halbinsel Purbeck.
Auf St Alban’s Head steht eine normannische Kapelle. St Aldhelm’s Chapel ist St Aldhelm, Bischof von Sherborne, gewidmet. Er starb im Jahre 709 nach Christus. Die Kapelle könnte Anfang des zwölften Jahrhunderts gebaut worden sein.
Die Isle of Purbeck hat eine lange Geschichte in Steinbruch, vor allem entlang der Klippen im Süden. Die Steinbrüche waren die größten Lieferanten für Purbeck-Stein und Purbeck-Marmor. „St Aldhelms Steinbruch“ im Besitz von Haysom und Söhne (einer bekannten lokalen Steinbruch-Familie) wird immer noch bearbeitet eine viertel Meile landeinwärts von St Alban’s Head.
Die Küste und die Klippen entlang Ost-Devon und Dorset am Ärmelkanal gehören zu den Naturwundern der Welt. Von Orcombe Point, bei Exmouth, bis zu Old Harry Rocks, östlich von Studland Bay, erstreckt sich ein 155 Kilometer langer Küstenstreifen, der als erste Naturlandschaft in England von der UNESCO zum Weltnaturerbe erklärt wurde. Die Landzunge St Alban’s Head ist Teil der Jurassic Coast.
- Siehe auch: Liste der Orte entlang der Jurassic Coast